# HD-VDM
 (avril 2023).
Si vous disposez d'ouvrages ou d'articles de référence ou si vous connaissez des sites web de qualité traitant du thème abordé ici, merci de compléter l'article en donnant les références utiles à sa vérifiabilité et en les liant à la section « Notes et références ».
 (avril 2023).
Le HD-VDM est un format DVD de haute définition provenant des Pays-Bas. Créée [Quand ?] par la société New Medium Entreprises (NME), cette technologie à partir du 2Pprocess permet de réaliser des DVD de huit couches, ce qui porte la capacité des DVD à 40 Go, pouvant même atteindre 200 Go en appliquant les spécifications du laser bleu des Blu-Ray et des HD DVD. Bien que cette technologie soit très performante et moins coûteuse que le Blu-Ray, le HD-VDM possède un catalogue de films beaucoup moins important que son rival.